# Titanophycus
Titanophycus, rod crvenih algi iz porodice Liagoraceae opisan tek 2005. godine. Taksonomski je priznat kao zaseban rod. Postoji nekoliko vrtsta, sve su morske. Tipična je T. validus s tipskim lokalitetom kod Sand Keya na Floridi.
Rod je opisan 2006. kad je iz roda Liagora izdvojena Liagora valida, i kasnije (2011) u njega je uključena i Liagora setchellii; posljednja vrsta Titanophycus saundersii, otkrivena je 2018.

## Vrste
1. Titanophycus saundersii Huisman & S.-M.Lin
2. Titanophycus setchellii (Yamada) S.-M.Lin, S.-Y.Yang & Huisman
3. Titanophycus validus (Harvey) Huisman, G.W.Saunders & A.R.Sherwood

## Vanjske poveznice
|  | Zajednički poslužitelj ima još gradiva o temi Titanophycus |
|  | Wikivrste imaju podatke o taksonu Titanophycus             |